# 台灣宅配通
台灣宅配通是東元集團結合日本物流業翹楚日本通運的宅配服務技術和經營經驗，並與多家知名企業結成合作夥伴，於2000年7月成立台灣第一家戶對戶服務的宅配服務公司。

## 年度代言人
- 2011年度：沈庭宣（小紅）。
- 2012年度：林育品（阿喜）：企業形象代言人、2012年台灣甘溫賑災短片女主角、2013年貨大街一日店長。

## 外部連結
- 台灣宅配通 （页面存档备份，存于）（繁體中文）
- 台灣宅配通的Facebook專頁